# Lauschgrün
Lauschgrün ist ein Ortsteil der Gemeinde Limbach im Vogtlandkreis (Freistaat Sachsen). Er wurde am 1. Januar 1994 eingemeindet. Das Mitte des 19. Jahrhunderts entstandene Lauschgrün gilt als der jüngste Ort des Vogtlands.

## Geografie

### Lage
Lauschgrün liegt im Norden des Gebiets der Gemeinde Limbach. Er befindet sich im Osten des Naturraumes Vogtland im sächsischen Teil des historischen Vogtlands. Der durch den Ort fließende Limbach entwässert in die Göltzsch. Lauschgrün besteht aus der „oberen Siedlung“ an der „Plauener Straße“ und der „unteren Siedlung“ zwischen der „Plauener Straße“ im Norden und der „Limbacher Straße“ im Westen.

### Nachbarorte
|             | Lambzig                                     |          |
| Foschenroda | Kompassrose, die auf Nachbargemeinden zeigt | Rotschau |
|             | Limbach                                     | Mühlwand |

## Geschichte
Im Vergleich zu den meisten Nachbarorten ist Lauschgrün ein junger Ort. Die Entstehung des Dorfs ist eng mit dem Bau der Göltzschtalbrücke (1846–1851) verbunden. Für das Baugerüst des gewaltigen Viadukts wurden zwischen 23.000 und 230.000 Baumstämme verbraucht. Johann Gottfried Opitz, der damalige Besitzer des Netzschkauer Ritterguts, ließ für den Brückenbau einen großen Teil seines Waldes zwischen Netzschkau und Buchwald, der das „Lange Holz“ genannt wurde, abholzen. Die Stämme verkaufte er für den Gerüstbau an der Göltzschtalbrücke, das entstandene Rodeland wurde ebenfalls verkauft.
Bereits vor der Errichtung des ersten Bauernguts existierte am Standort der heutigen „oberen Siedlung“ ein kleines Wohnhaus für Waldaufseher, welches der Ursprung der Besiedlung von Lauschgrün war. Auf einem Teil des verkauften Rodelands siedelte sich als erster Bewohner im Jahr 1844 der aus Voigtshain bei Wurzen stammende Schachtmeister Karl Gottfried Lausch an, der durch den Brückenbau in das Göltzschtal gekommen war. Er errichtete zunächst eine Scheune mit kleinem Wohnraum. Im Jahr 1849 folgte das noch heute existierende Gebäude in der „Plauener Straße“, in dem später eine Gaststube ihren Platz fand. Der von ihm errichtete Bauernhof wurde von seinen Nachkommen bis zum Jahr 2001 bewohnt. Ende des Jahres 1849 hatte die zu dieser Zeit noch „Obernetzschkau“ genannte Siedlung am Weg zwischen Netzschkau und Buchwald bereits vier Häuser. Sie wurde zunächst durch die Stadt Netzschkau verwaltet. Der um 1850 erstmals erwähnte Ortsname „Lauschgrün“, zunächst auch „Lauschengrün“, leitet sich vom ersten Bewohner der Siedlung und der im Vogtland häufigen Endung „-grün“ ab. Um 1855 entstand der Gasthof „Grünes Tal“, der im Jahr 1873 eine Bier- und Branntweinlizenz erhielt. Eine Bäckerei mit Kolonialwaren eröffnete im Jahr 1903 in der „Plauener Straße“. Zu DDR-Zeiten war dies das Lebensmittelgeschäft der Konsumgenossenschaften.
Lauschgrün gehörte bis zum Jahr 1870 zu Netzschkau und wurde erst dann eine eigenständige Landgemeinde, die seit 1875 zur Amtshauptmannschaft Plauen gehörte. Im Jahr 1928 kaufte die Gemeinde Lauschgrün die Fläche des Kleinguts Kölbel beiderseits der „Plauener Straße“ auf. Das Areal wurde mit Siedlungshäusern bebaut und trägt heute die Straßennamen „Gartenweg“ und „Friedensstraße“.
Ende der 1920er Jahre entstand der Großteil der „unteren Siedlung“ durch Verkauf des Bürgermeisters und Kleinguts- bzw. Webereibesitzers Reinhard Benkert an Siedler. Ihm zu Ehren wurde an der Kreuzung „Siedlerstraße“/„Am Berg“ eine Linde gepflanzt, die bis heute am Standort zu finden ist. Bis 1929 gehörten der Geflügelhof an der „Plauener Straße“, das westlich gelegene Wohnhaus sowie die Häuser an der „Siedlungsstraße“ und „Am Berg“ zur Gemeinde Lambzig, heute ein Ortsteil von Netzschkau. Die Gemeinde Lauschgrün musste für den durch die Eingemeindung der „unteren Siedlung“ entstehenden Steuerausfall eine Ablösesumme an die Gemeinde Lambzig zahlen.
Durch die zweite Kreisreform in der DDR kam die Gemeinde Lauschgrün im Jahr 1952 zum Kreis Reichenbach im Bezirk Chemnitz (1953 in Bezirk Karl-Marx-Stadt umbenannt), der ab 1990 als sächsischer Landkreis Reichenbach fortgeführt wurde und 1996 im Vogtlandkreis aufging. Anfang der 1990er Jahre entstanden in der „oberen Siedlung“ durch Verkauf des letzten Gemeindelandes die elf Häuser der Straße „Am Feldrain“. In der „unteren Siedlung“ wurden nach 1990 sechs Häuser gebaut.
Am 1. Januar 1994 wurde Lauschgrün in die Gemeinde Limbach eingemeindet.

## Verkehr
Durch die obere Siedlung von Lauschgrün führt die herabgestufte ehemalige Bundesstraße 173. Westlich des Orts verläuft die Trasse der Bahnstrecke Leipzig–Hof (Sachsen-Franken-Magistrale), die im Nachbarort Limbach einen Haltepunkt besitzt.
Lauschgrün besitzt mehrere Bushaltestellen, die von der zweistündlichen TaktBus-Linie 83 des Verkehrsverbunds Vogtland bedient werden. Diese verbindet den Ort mit Reichenbach, Limbach und Treuen und nimmt am Rendezvous-Knoten auf dem Postplatz in Reichenbach teil.

## Denkmal
Am 11. September 1921 wurde durch den im Jahr 1889 gegründeten Militärverein ein Denkmal für die zwölf im Ersten Weltkrieg gefallenen Lauschgrüner errichtet. Auf Beschluss des damaligen Gemeinderats wurde dieses im Jahr 1972 abgebrochen. Der nunmehrige Ortschaftsrat von Lauschgrün weihte nach der Wende einen Gedenkstein auf dem Denkmalsplatz ein, der an die im Krieg Gefallenen erinnert.